# Joel Wicki

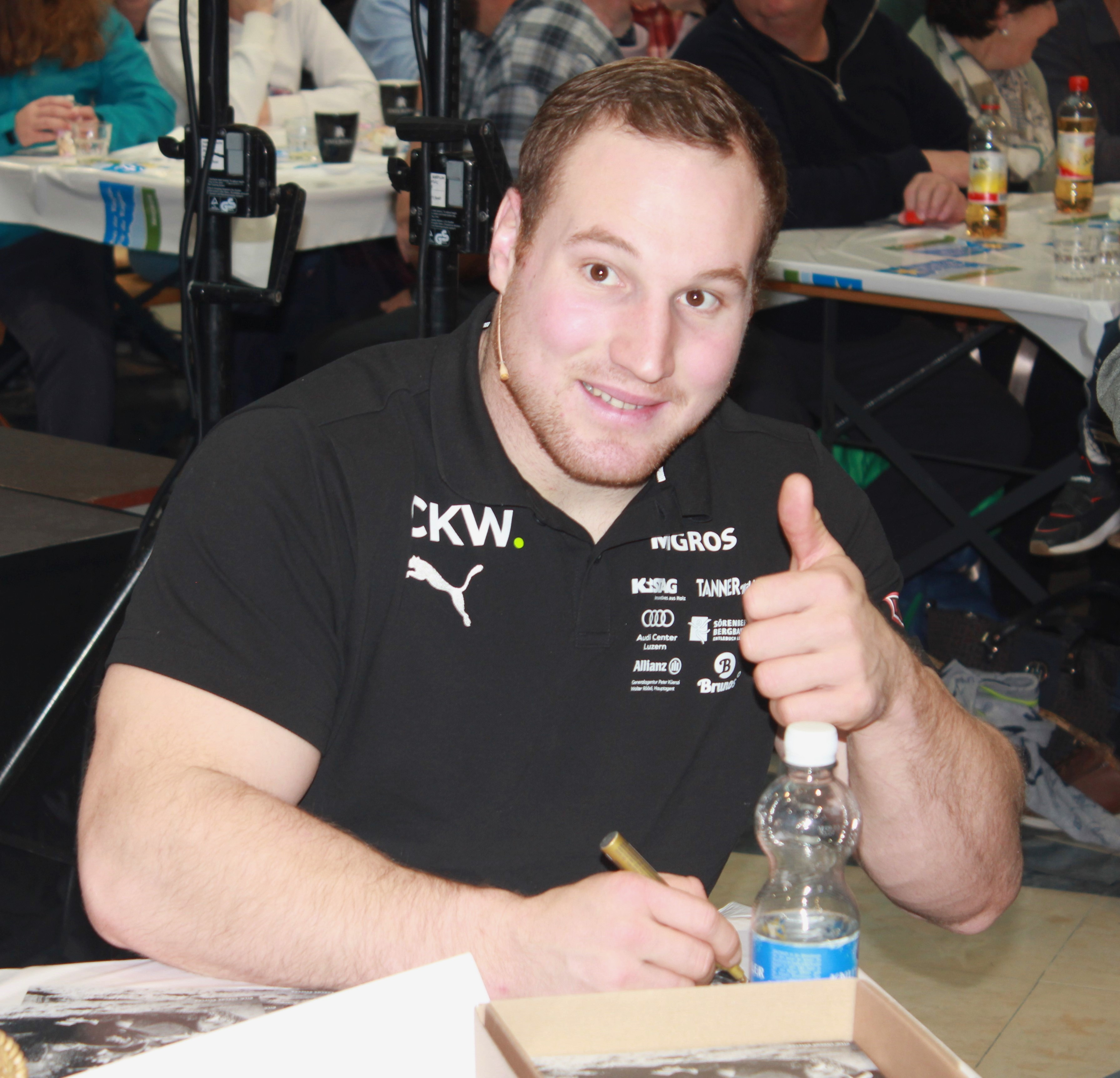
Joel Wicki (2023)

Joel Wicki (* 20. Februar 1997) ist ein Schweizer Schwinger aus Sörenberg. Mit dem Sieg beim Eidgenössischen Schwing- und Älplerfest 2022 in Pratteln wurde er Schwingerkönig. Bereits 2019 wurde er Erstgekrönter am Eidgenössischen Schwing- und Älplerfest in Zug. Zu seinen weiteren Erfolgen zählen die Siege am Innerschweizer Schwing- und Älplerfest 2018, 2022, 2023 und 2025 sowie die Bergkranzfestsiege zweimal auf der Rigi, viermal auf dem Stoos, auf dem Brünig und am Schwarzsee.

## Leben
Nach der Schulzeit absolvierte Wicki eine Lehre zum Baumaschinenmechaniker. Anschliessend begann er eine Ausbildung zum Baumaschinenführer und Landwirt EFZ. Neben seinem Beruf, dem Training und den Wettkämpfen hilft er regelmässig bei Verwandten auf einer Alp mit. Er wohnt im heimischen Elternhaus in Flühli, Ortsteil Sörenberg.

## Schwingen
Wicki schwingt für den Entlebucher Schwingerverband. Nach einer erfolgreichen Zeit als Jungschwinger, unter anderem mit einem Sieg am eidgenössischen Schwingertag 2012, konnte er am Schwarzsee-Schwinget 2015 seinen ersten Kranzfestsieg feiern. Am Schwägalp-Schwingfest 2016 brach sich Wicki das Wadenbein und verpasste dadurch das Eidgenössische Schwingfest in Estavayer-le-Lac sowie den Rest der Saison 2016. Nach dieser längeren Verletzungspause absolvierte er die Spitzensportler-Rekrutenschule und bereitete sich dabei intensiv auf seine sportliche Rückkehr in die kommende Saison vor. 2017 etablierte sich Wicki mit diversen Erfolgen im Feld der eidgenössischen Spitzenschwinger. Bisher (Juni 2023) gewann er 21 Kranzfeste, davon 2 Eidgenössische, 7 Berg-, 2 Teilverbands- und 10 Kantonale Feste sowie insgesamt 60 Kränze, davon 2 Eidgenössische, 29 kantonale, 11 Teilverbands- und 18 Bergkränze.
Zu seinen bisherigen Höhepunkten zählen vier Siege des Stoos-Schwingets in den Jahren 2017, 2019, 2021 und 2023. Das Innerschweizer Schwing- und Älplerfest gewann er zwei Mal in den Jahren 2018 (gemeinsam mit Christian Stucki und Christian Schuler) und 2022. Beim Eidgenössischen Schwing- und Älplerfest 2019 in Zug führte er vor dem Schlussgang, in dem er Christian Stucki unterlag. Er erreichte punktgleich mit Stucki den Rang 1b und wurde damit Erstgekrönter. Beim Eidgenössischen Schwing- und Älplerfest 2022 in Pratteln besiegte er im Schlussgang Matthias Aeschbacher und wurde Schwingerkönig.
Wicki misst 183 cm und bringt 110 kg auf die Waage. Er überzeugt im Sägemehl besonders mit seinem explosiven Kurzzug, ist jedoch vielseitig geworden. Er gewinnt auch mit Übersprung, Innerem Haken und mit starker Bodenarbeit. Zudem ist er sehr stark in der Verteidigung.
In der offiziellen Jahrespunkteliste des Eidgenössischen Schwingerverbands belegte Wicki 2019 den 1. Rang.